# Alfred Grünwald
Alfred Grünwald (* 16. Februar 1884 in Wien, Österreich-Ungarn; † 25. Februar 1951 in New York) war ein österreichischer Operettenlibrettist.

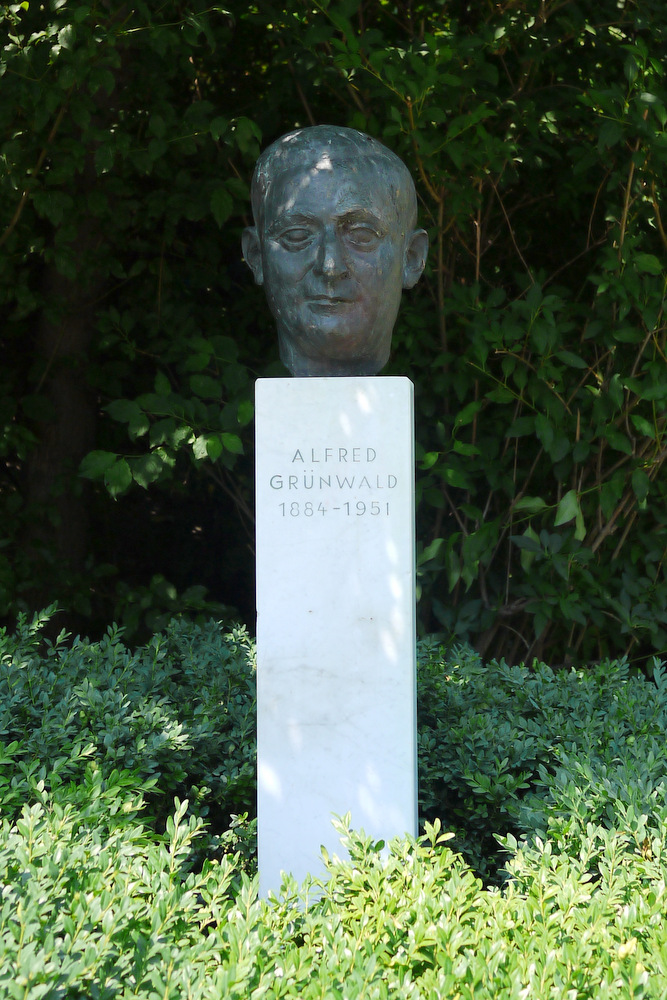
Alfred Grünwald-Denkmal im Alfred-Grünwald-Park in Wien-Mariahilf

## Leben
Alfred Grünwald wuchs in Wien als Sohn des aus Budapest zugewanderten, mäßig erfolgreichen, Hutfabrikanten Moritz Grünwald und seiner Frau Emma, geb. Donath, auf. Nach dem Besuch des Realgymnasiums war er zuerst in einem Pelzhaus beschäftigt, arbeitete aber auch als Komparse und Chorsänger an Wiener Theatern sowie in einer Wiener Theateragentur. Nachdem er schon in der Schule mit dem Schreiben begonnen hatte, war er bald als Feuilletonist und Theaterkritiker für das Neue Wiener Journal tätig.
Daneben verfasste er schon früh als Autor kleinere Bühnensketche und Einakter für Kabaretts, wie das Intime Theater oder das Ronacher im Stil der französischen Farcen der 1890er-Jahre: Beim Zahnarzt, Bis hierher und nicht weiter! Eine nächtliche Boudoirszene (1911). Schon 1909 hatte er zusammen mit Julius Brammer sein wohl erstes Libretto für die parodistische Operette in einem Akt Elektra von Béla Laszky verfasst, das im Cabaret Fledermaus uraufgeführt wurde. Damit entstand eine jahrzehntelange Zusammenarbeit mit Brammer, die erst Ende der 1920er-Jahre zerbrach. Für die Operetten von Paul Abraham und Oscar Straus fand er in Fritz Löhner-Beda einen kongenialen Partner. Manchmal hatte Grünwald auch zusammen mit Gustav Beer und Ludwig Herzer Libretti und Schlagertexte verfasst.
Auch als Leutnant im Ersten Weltkrieg blieb Grünwald kreativ tätig und entwarf Texte für patriotische Lieder.
Grünwalds erfolgreichste Schaffensperiode war die Zwischenkriegszeit mit ihrer Nostalgie nach der Belle Époque vor 1914. In der Zusammenarbeit mit den Komponisten Paul Abraham, Leo Ascher, Joseph Beer, Nikolaus Brodszky, Willy Engel-Berger, Edmund Eysler, Leo Fall, Emmerich Kálmán, Maurice Lindemann, Franz Lehár, Paul Pallos, Rudolf Sieczyński, Oscar Straus und Robert Stolz schuf Grünwald die Texte zu zahlreichen Operetten und Schlagern.
1930 wurde am Akademietheater sein zusammen mit Alexander Engel geschriebenes Lustspiel Die Prinzessin und der Eintänzer uraufgeführt (8. Januar). 1936 entstand mit Der Komplex der Frau Dodo ein weiteres Lustspiel des Autorenduos, mit Rudolf Lothar Die Dame mit den Türkisen.
Für die Übersetzung des Librettos zur Abraham-Operette Roxy und ihr Wunderteam tat sich Grünwald mit Hans Weigel zusammen; die deutschsprachige Erstaufführung fand am 25. März 1937 in Wien statt.
Nach dem „Anschluss“ Österreichs 1938 wurde Grünwald von der Gestapo verhaftet, weil er Jude war. Als er vorübergehend auf freien Fuß gesetzt wurde, nutzte er die Gelegenheit und flüchtete nach Paris. Da er in Nordamerika aufgrund seiner erfolgreichen Bühnenstücke bekannt war, konnte er zwei Jahre später mit seiner Frau Mila Löwenstein und seinem Sohn über Casablanca und Lissabon in die Vereinigten Staaten emigrieren.
Bereits 1914 war seine Eysler-Operette Der lachende Ehemann als The Laughing Husband am Broadway aufgeführt worden und bis 1930 folgten zehn Werke mit seinen Libretti. Nun erlebte am 6. September 1945 Mister Strauss goes Boston mit der Musik von Robert Stolz im New Century Theatre seine Uraufführung. Nach zwölf Vorstellungen wurde das Stück aber wieder abgesetzt. Grünwald konnte nicht mehr an seine Vorkriegserfolge anknüpfen, ein Schicksal, das er mit den meisten Operettenkomponisten teilte. Sein letztes Libretto, das er gemeinsam mit Gustav Beer für die Operette Arizona Lady von Emmerich Kálmán geschrieben hatte, wurde erst nach seinem Tod 1953 in Bern uraufgeführt, nachdem Kálmáns Sohn Charles die unvollendet gebliebene Komposition seines Vaters 1954 vollendet hatte.
Grünwald war mit Mila Löwenstein verheiratet. Er starb 1953 in Forest Hills. Sein Sohn Henry Grunwald war von 1987 bis 1990 Botschafter der USA in Wien.

## Würdigung

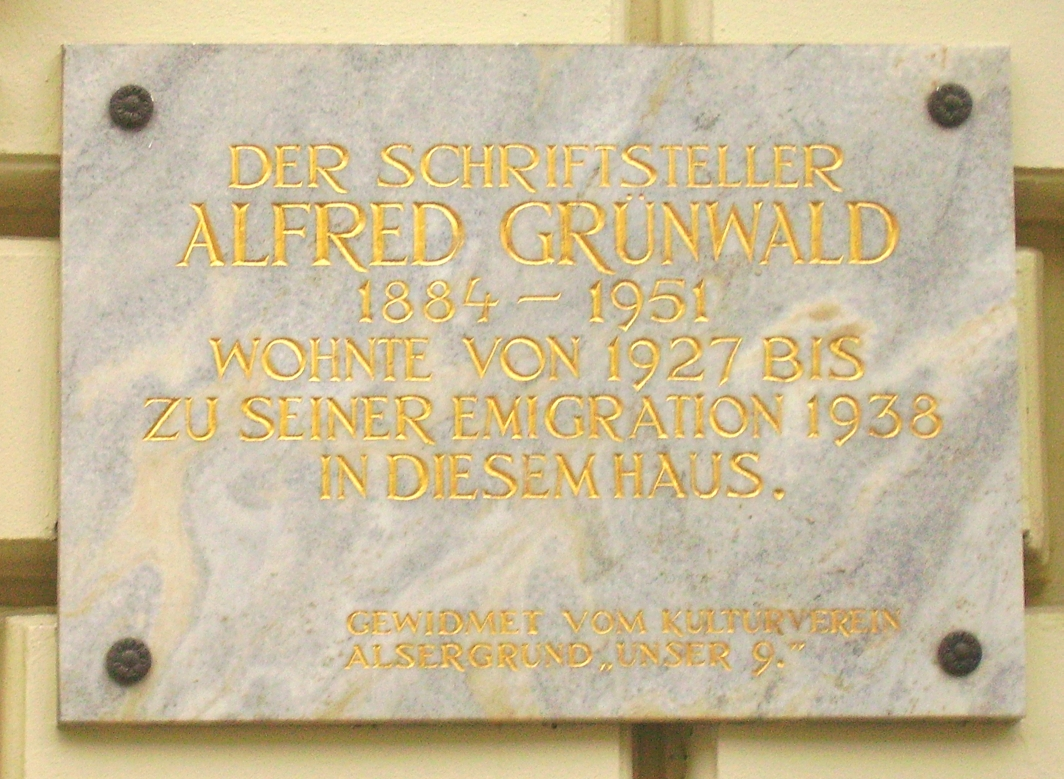
Gedenktafel am Wohnhaus in Wien

- 1989: Alfred-Grünwald-Park in Wien-Mariahilf.
- 1989: Enthüllung einer Gedenktafel an seinem ehemaligen Wohnhaus in Wien-Alsergrund, Kolingasse 4 (21. Oktober).

## Zitate
„Die Gründung Roms, auch eine respektable Schöpfung, haben die Herren Romolus und Remus gemeinsam unternommen. Dies haben wir beide, Brammer und ich, bedacht, als wir beschlossen, unsere Werke gemeinsam zu verfassen.“
„Ich sitze den ganzen Tag am ‚Ab-Schreibtisch’, und Brammer auf dem ‚Entlehn-Stuhl’.“
Alfred Grünwald in einem Interview auf die Frage, ob ihnen die Texte am Fließband einfallen.

## Werke (Auswahl)
- Elektra, Operette, (mit Julius Brammer), Musik: Bela Lasky, 1905
- Die lustigen Weiber von Wien, Operette, Musik: Robert Stolz, 1908
- Die Dame in Rot, Operette, (mit Julius Brammer), Musik: Robert Winterberg, 1911
- Hoheit tanzt Walzer, Operette, (mit Julius Brammer), Musik: Leo Ascher, 1912
- Der lachende Ehemann, Operette, (mit Julius Brammer), Musik: Edmund Eysler, 1913
- Die ideale Gattin, Operette, (mit Julius Brammer), Musik: Franz Lehár, 1913
- Die schöne Schwedin, Operette, (mit Julius Brammer), Musik: Robert Winterberg, 1915
- Die Kaiserin, Operette, (mit Julius Brammer), Musik: Leo Fall, 1916
- Die Rose von Stambul, Operette, (mit Julius Brammer), Musik: Leo Fall, 1916
- Bruder Leichtsinn, Operette, (mit Julius Brammer), Musik: Leo Ascher, 1917
- Das Sperrsechserl, Operette, (mit Julius Brammer), Musik: Robert Stolz, 1920
- Der letzte Walzer, Operette, (mit Julius Brammer), Musik: Oscar Straus, 1920
- Die Bajadere, Operette, (mit Julius Brammer), Musik: Emmerich Kálmán, 1921
- Die Tangokönigin, Operette, (mit Julius Brammer), Musik: Franz Lehár, 1921
- Die Perlen der Cleopatra, Operette, (mit Julius Brammer), Musik: Oscar Straus, 1923
- Mädi, Operette, (mit Leo Stein), Musik: Robert Stolz, 1923
- Gräfin Mariza, Operette, (mit Julius Brammer), Musik: Emmerich Kálmán, 1924
- Die Zirkusprinzessin, Operette, (mit Julius Brammer), Musik: Emmerich Kálmán, 1926
- Die gold’ne Meisterin, Operette, (mit Julius Brammer), Musik: Edmund Eysler, 1927
- Die Herzogin von Chicago, Operette, (mit Julius Brammer), Musik: Emmerich Kálmán, 1928
- Das Veilchen vom Montmartre, Operette, (mit Julius Brammer), Musik: Emmerich Kálmán, 1930
- Viktoria und ihr Husar, Operette, (mit Fritz Löhner-Beda), Musik: Paul Abraham, 1930
- Die Blume von Hawaii, Operette, (mit Fritz Löhner-Beda), Musik: Paul Abraham, 1931
- Ball im Savoy, Operette, (mit Fritz Löhner-Beda), Musik: Paul Abraham, 1932
- Eine Frau, die weiß, was sie will, Operette, Musik: Oscar Straus
- Venus in Seide, Operette, Musik: Robert Stolz
- Märchen im Grand Hotel, Operette, (mit Fritz Löhner-Beda), Musik: Paul Abraham, 1934
- Dschainah, das Mädchen aus dem Tanzhaus, Operette, (mit Fritz Löhner-Beda), Musik: Paul Abraham, 1935
- Polnische Hochzeit, Operette, (mit Fritz Löhner-Beda), Musik: Joseph Beer, 1937
- Roxy und ihr Wunderteam, Operette, (mit Hans Weigel), Musik: Paul Abraham, 1937
- Bozena, Operette, (mit Julius Brammer), Musik: Oscar Straus, 1952

## Filmografie
- 1919: Die Rose von Stambul